# Petrogale sharmani
Il wallaby delle rocce del Monte Claro (Petrogale sharmani Eldridge e Close, 1992), noto anche come wallaby delle rocce di Sharman, è una specie di wallaby delle rocce diffuso nel Queensland nord-orientale (Australia). Appartiene a un gruppo di sette specie molto simili tra loro che comprende anche il wallaby delle rocce di Godman (P. godmani) e quello di Herbert (P. herberti).
Il wallaby delle rocce del Monte Claro è il membro più piccolo del gruppo suddetto ed anche uno tra quelli con l'areale più piccolo. La sua presenza è limitata solamente ai monti Seaview e Coane, a ovest di Ingham.

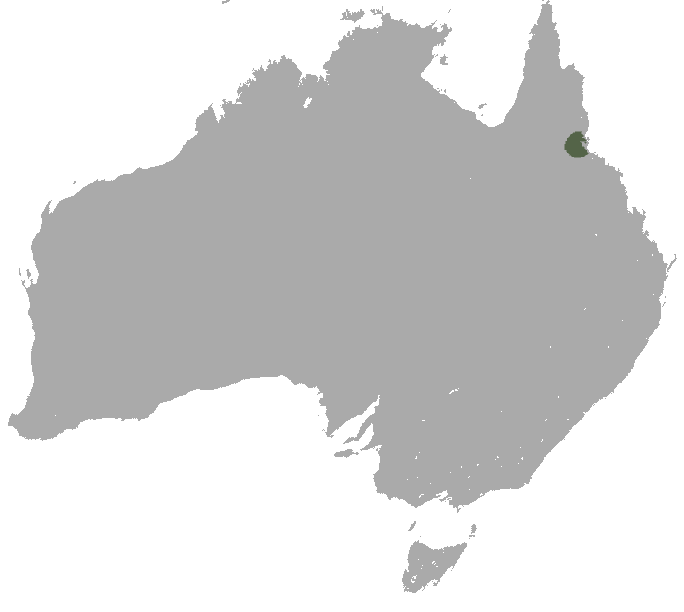